# E/S Sjövägen
E/S Sjövägen är en svensk eldriven pendelbåt, som trafikerar Sjövägen i Stockholm. Den byggdes i Danmark av Faaborg Værft A/S för Rederiaktiebolaget Ballerina 2014. Båten har två batterier som ger 500 kWh. Skroven är i glasfiber och ska klara av isen i Stockholms inre farvatten. År 2015 fick båten Stockholms läns landstings miljöpris. Båten ger en minskning av koldioxidutsläppen med 152 ton per år, jämfört om båten skulle drivas av diesel.

## Galleri

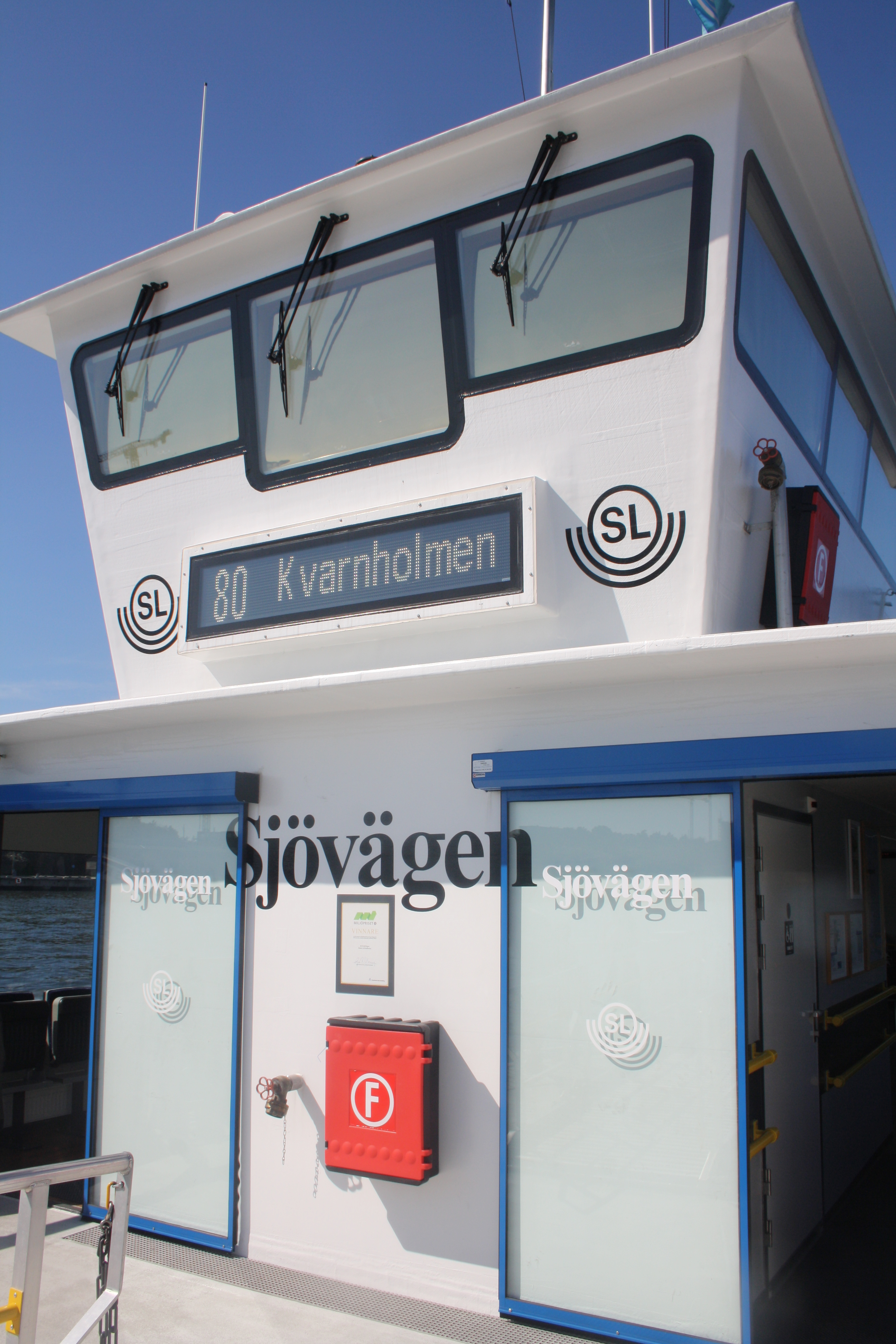
Ingång till båten
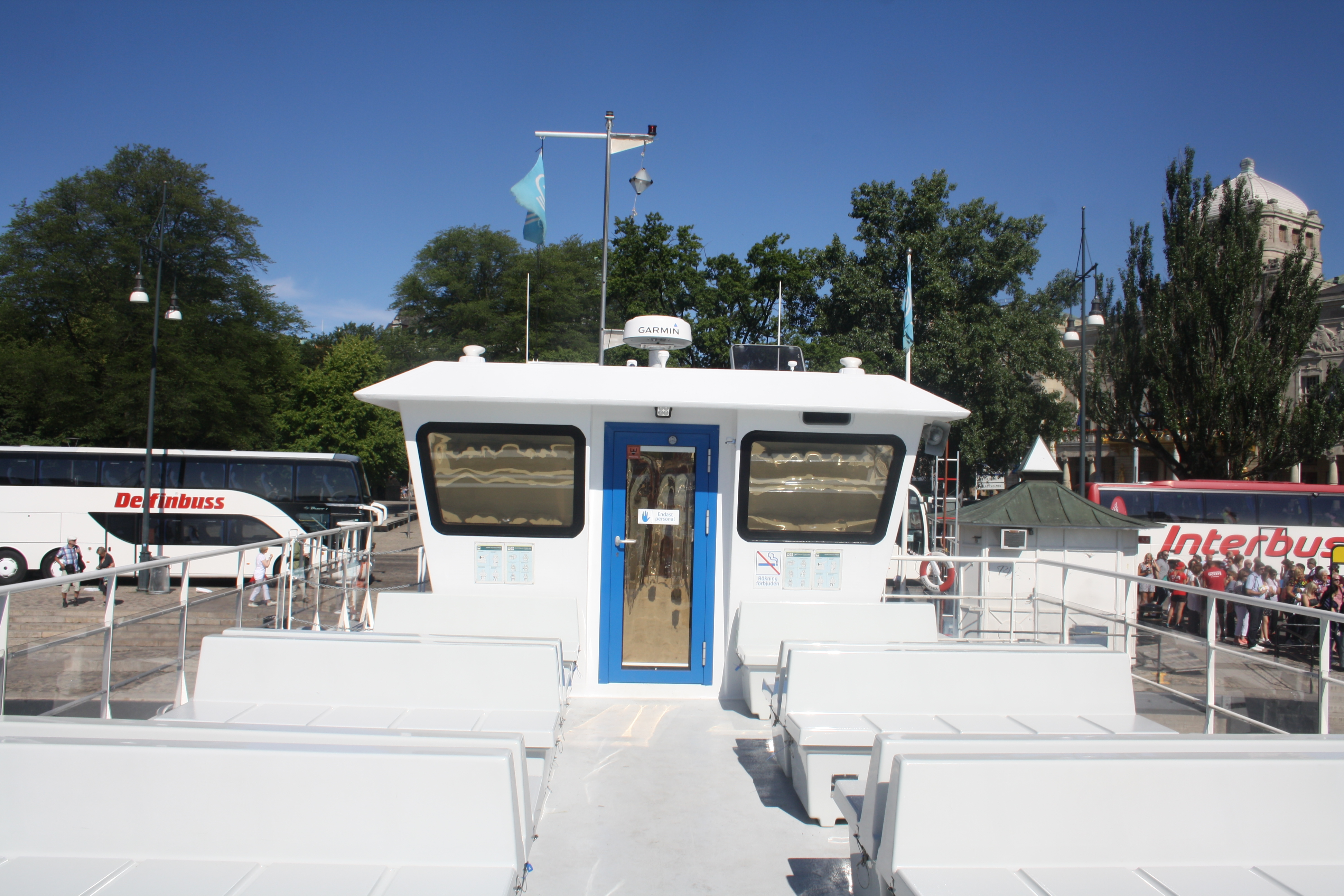
Ute på däck
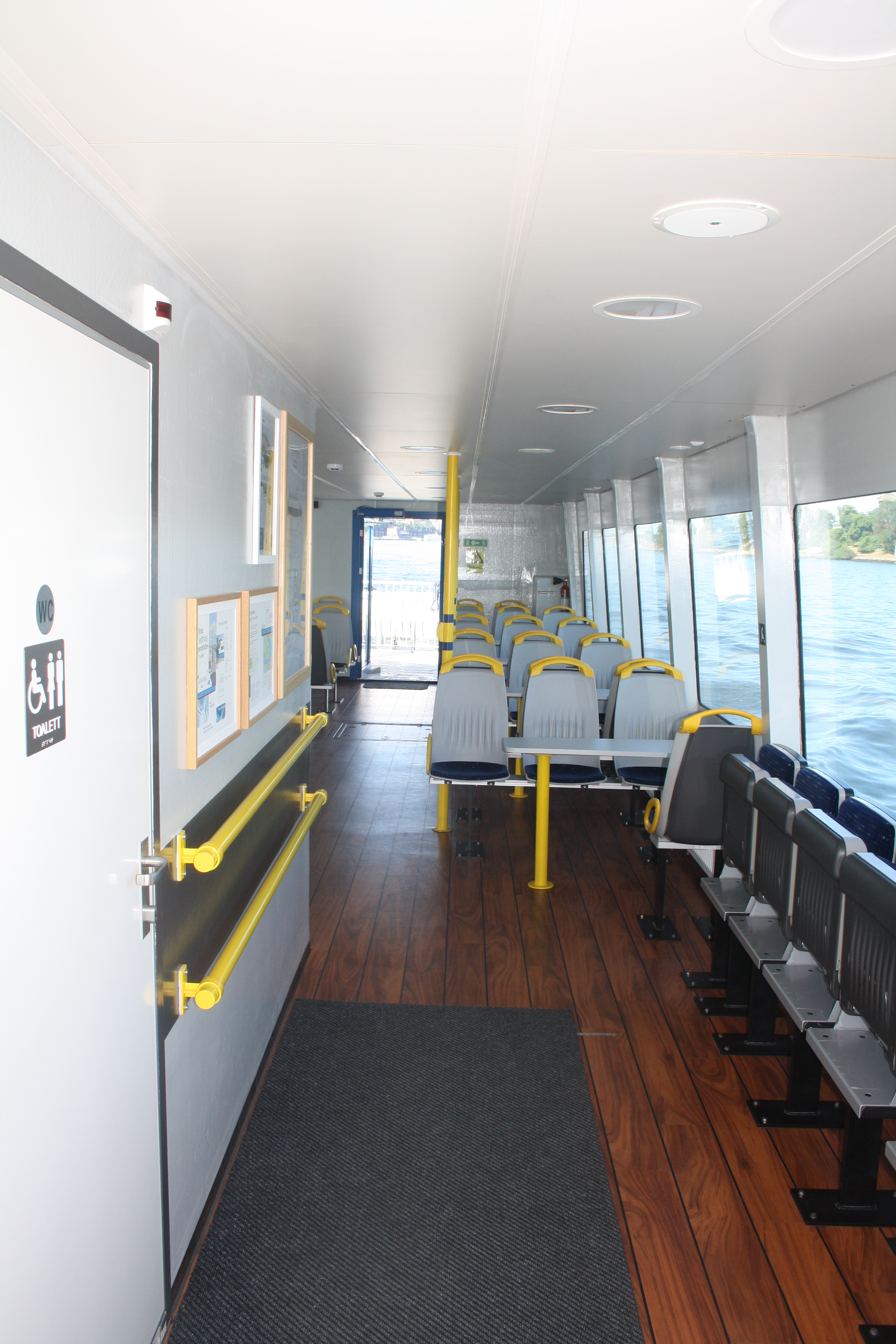
Korridorer
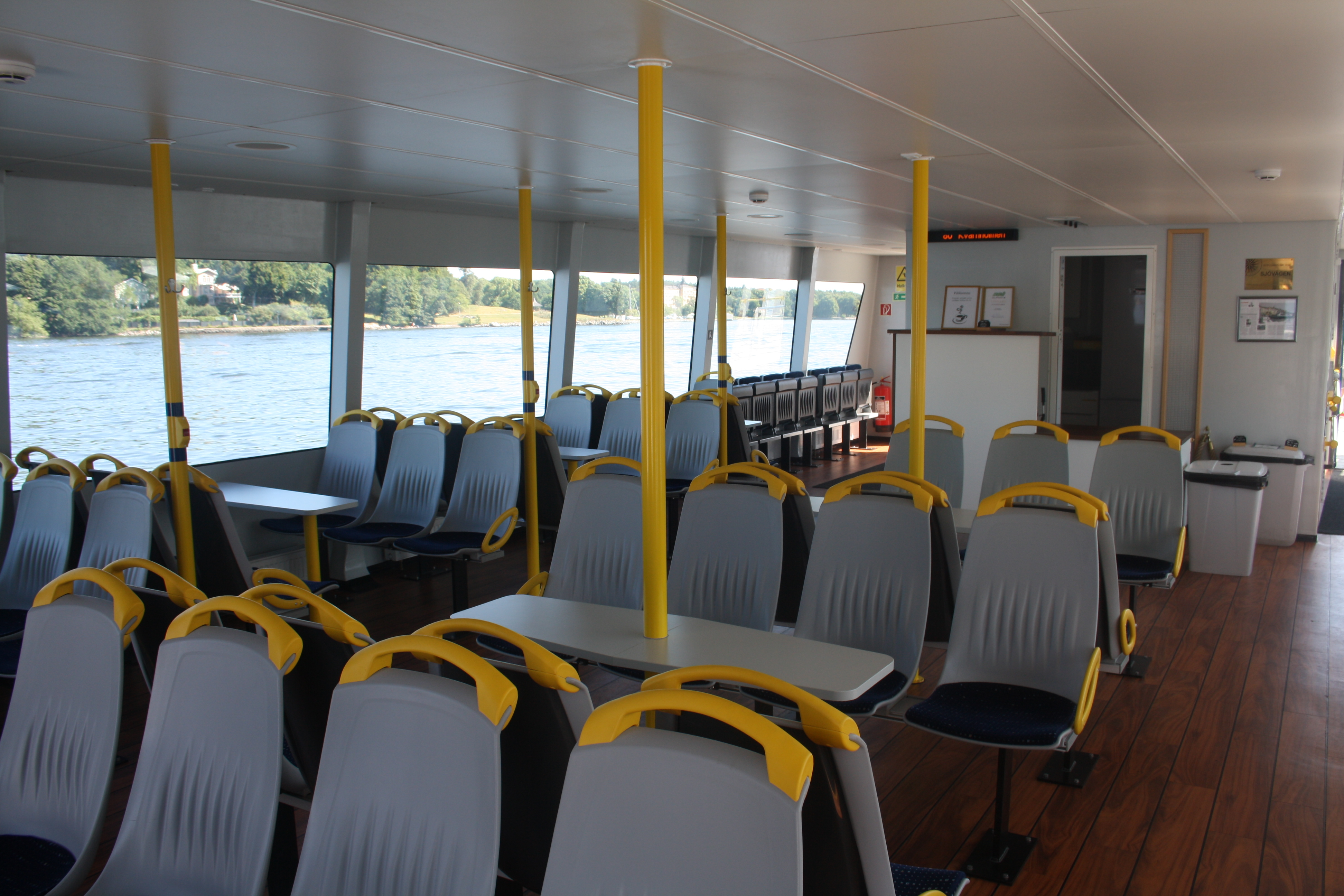
Sittplatser
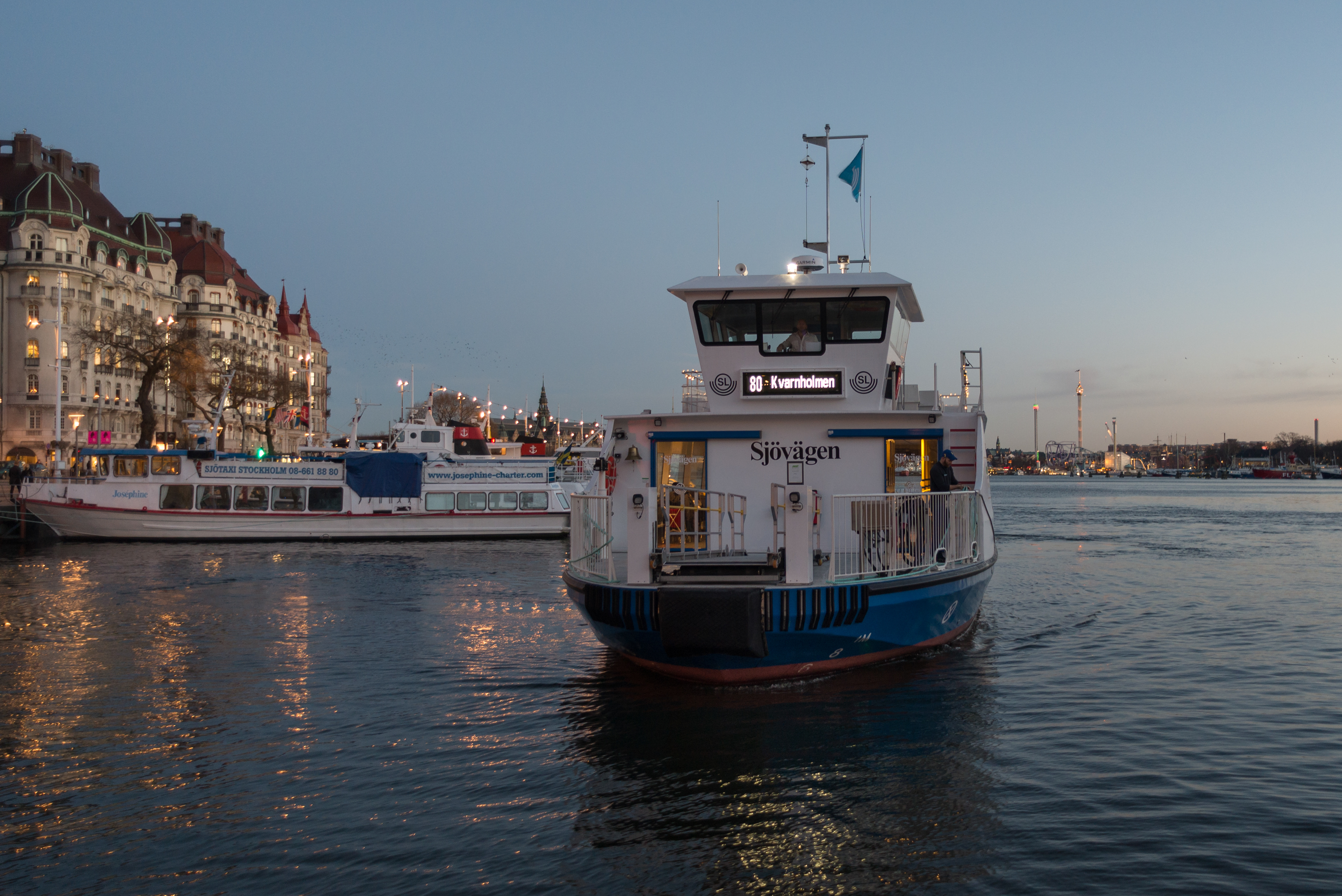
Båten ankommer till Nybroplan